# Christopher Isherwood

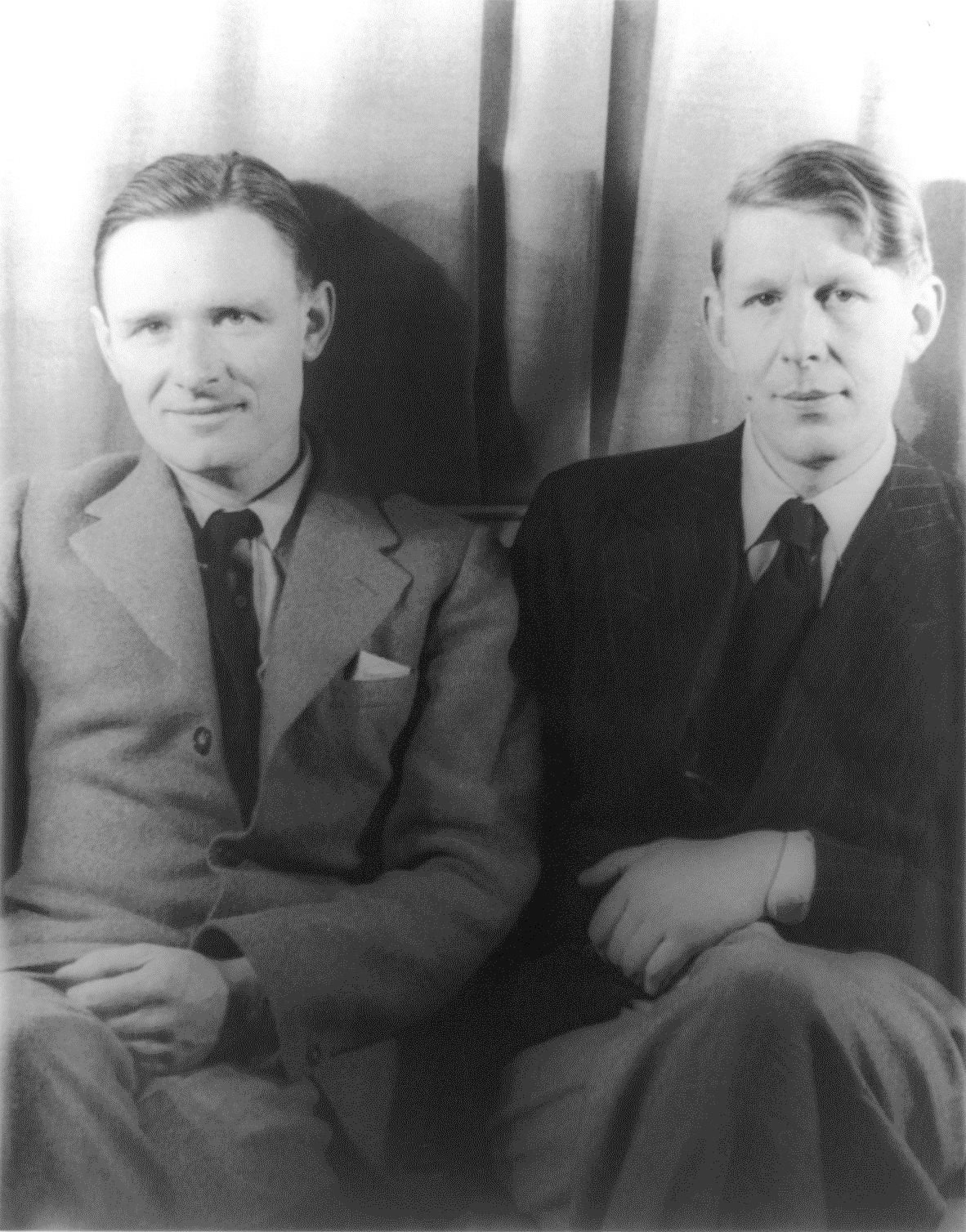
Christopher Isherwood (links) en W.H. Auden (rechts), gefotografeerd door Carl Van Vechten, 1939

Don Bachardy in 1954, gefotografeerd door Carl van Vechten

Christopher William Bradshaw Isherwood (Wyberslegh Hall (Cheshire), 26 augustus 1904 – Santa Monica, 4 januari 1986) was een Brits-Amerikaans schrijver.

## Biografie

### Jonge jaren en werk
Christopher Isherwoods vader was luitenant-kolonel in het Britse leger, en werd regelmatig overgeplaatst naar een andere basis. Derhalve verhuisde Isherwoods familie geregeld. Zijn vader kwam om in de Eerste Wereldoorlog, waarna Isherwood met zijn moeder in Londen ging wonen.
Isherwood volgde een opleiding aan het St. Edmund's, Surrey, waar hij kennismaakte met W.H. Auden. Op de Repton School ontmoette hij Edward Upward, met wie hij de rest van zijn leven goede vrienden bleef en samen de "Mortmere"-verhalen schreef. Na deze school te hebben afgemaakt ging hij studeren aan het Corpus Christi College in Cambridge, maar verliet in 1925 deze school zonder diploma. De jaren erop woonde hij samen met violist André Mangeot, voor wie hij werkte als secretaris. Tijdens deze periode schreef hij zijn eerste boek, een verzameling nonsenspoëzie getiteld People One Ought to Know.
In 1925 werd hij Audens literaire mentor en partner. Via Auden leerde Isherwood Stephen Spender kennen, met wie hij later tijd doorbracht in Duitsland. Zijn eerste roman, All the Conspirators, verscheen in 1928. Van 1928 tot 1929 studeerde Isherwood medicijnen aan het King's College London, maar brak deze studie na zes maanden al af.
Isherwood voelde zich aangetrokken tot mannen. Daarom vertrok hij in 1929 naar Berlijn, dat in die jaren bekend was om zijn seksuele vrijheid. Hij schreef de Amerikaanse uitgever van John Henry Mackays Der Puppenjunge een brief over zijn bevindingen.
In 1931 ontmoette Isherwood Jean Ross, die als inspiratie diende voor zijn personage Sally Bowles. In september 1931 stelde de dichter William Plomer Isherwood voor aan E.M. Forster, die lange tijd Isherwoods mentor zou zijn. In 1932 publiceerde Isherwood zijn tweede roman, The Memorial (1932). Dit verhaal was grotendeels gebaseerd op zijn eigen geschiedenis. Bij zijn terugkeer in Londen hielp hij regisseur Berthold Viertel met diens film Little Friend. Deze ervaring diende later als basis voor Isherwoods roman Prater Violet (1945).
Isherwood werkte tussen 1935 en 1938 als privédocent in Berlijn en andere Europese steden waaronder Kopenhagen en Sintra. Ondertussen schreef hij achtereenvolgens de roman Mr. Norris Changes Trains (1935) en een reeks korte verhalen uitgebracht onder de titel Goodbye to Berlin (1939). Verder werkte hij mee aan drie toneelstukken, The Dog Beneath the Skin (1935), The Ascent of F6 (1936), en On the Frontier (1939).
In 1938 vertrokken Isherwood en Auden naar China om informatie te verzamelen voor hun boek over de Tweede Chinees-Japanse Oorlog.

### Leven in de Verenigde Staten
Op hun terugreis naar Engeland bezochten Auden en Isherwood de Verenigde Staten en in januari 1939 besloten ze zich er te vestigen. Na enkele maanden samen met Auden in New York te hebben gewoond, vestigde Isherwood zich in Hollywood.
Toen Isherwood de schrijver Gerald Heard leerde kennen, leerde die hem kennismaken met de hindoefilosofie Vedanta. Zo voegde Isherwood zich bij een illuster gezelschap bestaande uit onder anderen Aldous Huxley, Bertrand Russell en Jiddu Krishnamurti. Samen met swami Prabhavananda (1893-1976) schreef Isherwood een aantal vertalingen en hindoegeschriften, essays over Vedanta, een biografie over Ramakrishna, toneelstukken en romans.
In 1946 werd Isherwood officieel ingeburgerd tot Amerikaan. Daarmee kwam hij ook in aanmerking voor de Amerikaanse dienstplicht. Daar hij reeds vrijwilligerswerk had gedaan in een Quakerhostel in 1941-42, kon hij echter met succes dienst weigeren. Hij ging samenwonen met de fotograaf William (Bill) Caskey, met wie hij in 1947 een reis door Zuid-Amerika maakte. Hierover schreef hij het boek The Condor and the Cows.
Begin 1953 ontmoette Isherwood de dan achttienjarige Don Bachardy, met wie hij de rest van zijn leven een relatie zou hebben. Omdat ze dertig jaar scheelden, was de verhouding echter vaak onderwerp van controverse. Zo werden de twee als koppel bekend in de Zuid-Californische gemeenschap. Bachardy werd een bekend portrettekenaar. Isherwood en Bachardy woonden de laatste jaren van Isherwoods leven samen in Santa Monica.
Isherwood stierf in 1986 in Santa Monica aan de gevolgen van prostaatkanker. Zijn leven en vooral zijn relatie met Bachardy dienden als basis voor de film Chris & Don: A Love Story.

## Werken

### Boeken
- All the Conspirators (1928)
- The Memorial (1932)
- Mr. Norris Changes Trains (1935)
- The Dog Beneath the Skin (1935, met W.H. Auden)
- The Ascent of F6 (1937, met W.H. Auden)
- Sally Bowles (1937)
- On the Frontier (1938, met W.H. Auden)
- Lions and Shadows (1938, autobiografie)
- Goodbye to Berlin (1939)
- Journey to a War (1939, met W.H. Auden)
- Prater Violet (1945)
- The Berlin Stories (1945)
- The Condor and the Cows (1949, reisverslag)
- What Vedanta Means to Me (1951, pamflet)
- The World in the Evening (1954)
- Down There on a Visit (1962)
- An Approach to Vedanta (1963)
- A Single Man (1964), verfilmd als A Single Man in 2009
- Ramakrishna and His Disciples (1965)
- Exhumations (1966)
- A Meeting by the River (1967)
- Essentials of Vedanta (1969)
- Kathleen and Frank (1971, over zijn ouders)
- Frankenstein: The True Story (1973, met Don Bachardy)
- Christopher and His Kind (1976, autobiografie)
- My Guru and His Disciple (1980)
- October (1980, met Don Bachardy)
- The Mortmere Stories (met Edward Upward) (1994)
- Where Joy Resides: An Isherwood Reader (1989)
- Diaries: 1939-1960, uitgegeven door Katherine Bucknell (1996)
- Jacob's Hands: A Fable (1997) oorspronkelijk samen geschreven met Aldous Huxley

### Artikelen over Vedanta
Isherwood publiceerde meerdere artikelen over Vedanta in het blad Vedanta and the West:
- Vivekananda and Sarah Bernhardt - 1943
- On Translating the Gita - 1944
- Hypothesis and Belief - 1944
- The Gita and War - 1944
- What is Vedanta? - 1944
- Ramakrishna and Vivekananda - 1945
- The Problem of the Religious Novel - 1946
- Religion Without Prayers - 1946
- Foreword to a Man of God - 1950
- An Introduction - 1951
- What Vedanta Means to Me - 1951
- Who Is Ramakrishna? - 1957
- Ramakrishna and the Future - 1958
- The Home of Ramakrishna - 1958
- Ramakrishna: A First Chapter - 1959
- The Birth of Ramakrishna - 1959
- The Boyhood of Ramakrishna - 1959
- How Ramakrishna Came to Dakshineswar - 1959
- Early Days at Dakshineswar - 1959
- The Vision of Kali - 1960
- The Marriage of Ramakrishna - 1960
- The Coming of the Bhariravi - 1960
- Some Visitors to Dakshineswar - 1960
- Tota Puri - 1960
- The Writer and Vedanta - 1961
- Mathur - 1961
- Sarada and Chandra - 1962
- Keshab Sen - 1962
- The Coming of the Disciples - 1962
- Introduction to Vivekananda - 1962
- Naren - 1963
- The Training of Naren - 1963
- An Approach to Vedanta - 1963
- The Young Monks - 1963
- Some Great Devotees - 1963
- The Gospel of Sri Ramakrishna - 1963
- The Last Year - 1964
- The Story Continues - 1964
- Letters of Swami Vivekananda - 1968
- Essentials of Vedanta - 1969